# Abaújlak, Borsod-Abaúj-Zemplén
Abaújlak este un sat în districtul Szikszó, județul Borsod-Abaúj-Zemplén, Ungaria, având o populație de 104 locuitori (2011). 

## Demografie
Componența etnică a satului Abaújlak
     Maghiari (100%)
Componența confesională a satului Abaújlak
     Romano-catolici (39,42%)
     Greco-catolici (20,19%)
     Reformați (3,85%)
     Necunoscută (36,54%)
     Alte religii (2,88%)
Conform recensământului din 2011, satul Abaújlak avea 104 locuitori. Din punct de vedere etnic, majoritatea locuitorilor (100,0%) erau maghiari. Nu există o religie majoritară, locuitorii fiind romano-catolici (39,42%), greco-catolici (20,19%) și reformați (3,85%). Pentru 36,54% din locuitori nu este cunoscută apartenența confesională.